# 뮤직큐브
뮤직큐브(MUSIC CUBE)는 대한민국 음악가 집단이며 음원의 퍼블리싱 및 프로듀싱이 주 사업인 음원 콘텐츠 회사이다.

700명 이상의 프로듀서, 작곡가, 작사가 등의 창작자들이 모여 체계화된 시스템을 통해 제작된 음원 콘텐츠의 퍼블리싱 및 프로모션에 중점을 두고 있으며 프로듀서 • 작곡가 • 작사가 양성
도 하고 있다.

뮤직큐브의 본사는 서울특별시 강남구 논현동 80-1 신한빌딩 3층에 있으며, 자회사인 CUBE JAPAN 사무실은 일본 동경에 자리잡고 있다.

## 특이사항
뮤직큐브의 자회사인 CUBE JAPAN은 본사 뮤직큐브에서 보유 중인 미발표 및 기발표 콘텐츠와 새로운 제작 콘텐츠가 일본 음반 시장에서 효과적으로 관리 프로모션 될 수 있도록 하기 위해 2009년 1월 설립되었다.

## 주요사업
- 퍼블리싱 (Publishing) : 음악출판, 국내외 저작권 사업, 작가 매니지먼트, 라이브러리 사업
- 프로듀싱/코디네이션 (Producing/Coordination) : 음원 콘텐츠 제작, 국내외 음원 수집 공급
- 기획 (Planning) : 음악 콘텐츠 기획, 마케팅
- 비주얼 아트 (Visual Art) : 영상 콘텐츠 기획/제작
- 후진양성(Training) : 프로듀서 • 작곡가 • 작사가 등 양성

## 기획앨범
● A-POP PROJECT
- Ready, Set, Go! - 아지아틱스 (2012)

- You Are My Sunshine - 혜원 (2012)

- She - 영지 (2012)

● HITMAN PROJECT
- My Grown Up Christmas List - 에일리 (2012)

- Hard To Say I’m Sorry(좋은 사람 만나서) - 영지 (2013)

- Hard To Say I’m Sorry - 이소라 (2013)

- I'm Alive(내가 사는 이유) (Feat. 킹스턴루디스카) - 바비킴 (2013)

- Goodbye (굿바이) - 김태우 (2013)

- Glory Of Love (선물) - 양파 (2013)

- The Last Time - 최현준 (V.O.S) (2013)

- The Best Of Me - 김진호 (SG 워너비) (2013)

- Mornin' (일요일 아침) - G.Na (Feat. 팬텀) (2013)

● COLOR PROJECT
- Blue Moon - 씨야, 다비치, 블랙펄 (2008)

- Purple Rain - 신혜성 (2008)

- 초콜릿 - 마리오, 케이윌 (2009)

- 술이 너보다 낫더라 - 성태, 도희선 (2009)

- 꽃을 든 남자 - KCM, MC몽 (2010)

- 여자말을 들어요 - 김형중, 마리오 (2010)

● SWEATER PROJECT
- 졸업 - 조권, 창민 (2009)

- 오아시스(동글동글) - 서영은 (2009)

● PARTNERS PROJECT
- 사랑 100% - 이지혜, 장석현 (2009)

- 헤어질 거 같애 - 박지헌 (2009)

● WINTER LINE PROJECT
- 홀로 크리스마스 - 마이티마우스 (2009)

- 징글징글 - 포미닛 (2009)

- 세상에 눈이 내리면 - 라이머 (2009)

● I PROJECT
- Over - 에디 (2009)